# Hedysarum campylocarpon
Hedysarum campylocarpon är en ärtväxtart som beskrevs av Hiroyoshi Ohashi. Hedysarum campylocarpon ingår i släktet buskväpplingar, och familjen ärtväxter. Inga underarter finns listade i Catalogue of Life.